# Asfour
Asfour là một đô thị thuộc tỉnh El Tarf, Algérie. Dân số thời điểm năm 2002 là 10.632 người.